# Federação de Xadrez de Timor-Leste
A Federação de Xadrez de Timor-Leste (FXTL) é uma entidade oficial que regulamenta e organiza as competições oficiais de xadrez em Timor-Leste. Está sediada em Díli, e foi fundada em 2013, tendo associado-se à Federação Internacional de Xadrez em 2016.